# Olof Prytz
Olof August Prytz, född 26 februari 1872 i Göteborg, död där 24 juli 1954, var en svensk grosshandlare och målare.
Han var son till sjökaptenen Magnus Christopher Prytz och Elise Chappuzeau och från 1906 gift med Karen Marie Christina Jörgensen (1878–1966). Prytz studerade i unga år konst för Bruno Liljefors vid Valands målarskola i Göteborg och vid Konstnärsförbundets målarskola i Stockholm 1890–1892 samt för Edmond Aman-Jean i Paris. Han medverkade i samlingsutställningar med Konstföreningen för södra Sverige. Hans konst består av Landskapsmåleri. Makarna Prytz är begravda på Örgryte gamla kyrkogård.